# Ischnocampa discopuncta
Ischnocampa discopuncta är en fjärilsart som beskrevs av George Francis Hampson 1901. Ischnocampa discopuncta ingår i släktet Ischnocampa och familjen björnspinnare. Inga underarter finns listade i Catalogue of Life.